# سامسونج جالكسي أي 3 (2015)
سامسونج جالكسي A3، (بالإنجليزية: Samsung Galaxy A3)‏ هو هاتف ذكي يعمل بنظام أندرويد، أنتجته شركة سامسونج في ديسمبر من العام 2014.

## المواصفات

### الشاشة
الشاشة بقياس أربع بوصات ونصف، تعمل بتقنية سوبر أموليد بدقة عرض 540×960 بكسل، وبكثافة 245 بكسل في البوصة الواحدة. تدعم الشاشة تقنية اللمس المتعدد، وتتمتع بمزايا: جهاز قياس الإضاءة الذي يعمل على ضبط الإضاءة في الجهاز بحيث يوفر طاقة بطاريته، إضافة إلى أجهزة أخرى لقياس التسارع والإضاءة والبعد.

### نظام التشغيل والمعالجة والذاكرة
يعمل الجهاز بنظام أندرويد من الإصدار 4.4،و يمكن التعديل إلى 6.0.1، ونوع المعالج فيه هو كوالكوم بسرعة 1.2 جيجاهرتز رباعي النوى، أما معالج الرسوميات فهو أدرينو 306،فهو يتوفر 1.35جيغا بايت على مستوى الرام. وللجهاز ذاكرة داخلية سعتها 16 جيجابايت، وهو قادر على استقبال ذاكرة سعتها 64 جيجابايت.

### الكاميرا
الكاميرا الخلفية للجهاز بدقة 8 ميجابكسل، ودقة تصوير فيديو 1080 بكسل (Full HD)، ومعها فلاش من نوع LED. أما الكاميرا الأمامية فدقتها 5 ميجابكسل ودقة تصوير الفيديو فيها هي 1080 بكسل، ومن مميزات الكاميرا في الجهاز: التصوير البانورامي، والتركيز الآلي، وتحديد الوجه، والتركيز باللمس.

### الصوتيات
نظام الوسائط المتعددة في الجهاز هو Android media player، ويستقبل صيغا للوسائط مثل: إم بي 3، وMP4، وWAV، وOGG. ويمكن للجهاز تسجيل الأصوات، ومن مميزاته: تعزيز الصوت الجهوري.

### الإنترنت
إضافة لقدرته على الاتصال بالإنترنت، يحمل الجهاز تقنية واي فاي، ومتصفح الإنترنت فيه هو Android Browser، ومن ميزات الواي فاي في الجهاز: موجة الواي فاي التي تمكن الهواتف الأخرى التي تحمل تقنية واي فاي من الاتصال بالواي فاي، ومن تقنيات التراسل في الجهاز: MMS، وPOP3.

### الاتصال
الجهاز قادر على الاتصال هاتفيا، وجيل الاتصالات فيه هو الجيل الرابع، ويمكن له الاتصال هاتفيا بطريقة الفيديو، واليو إس بي فيه من الإصدار الثاني، كما أنه يحمل بلوتوث من الإصدار الرابع ومدخل سماعة الرأس فيه بسمك 3.5 مليمتر.

### جسم الجهاز
أبعاد الجهاز هي: 6.9 مليمتر سمكا، و65.5 مليمتر عرضا، و130.1 مليمتر طولا، وكتلة الجهاز 110.3 غرام، وطبقة الحماية فيه من نوع زجاج غوريلا، الإصدار الرابع.

### باقي المواصفات
الجهاز يشغل راديو إف إم، والبطارية بسعة 1900 ملي أمبير.